# Хутан-Ундур
Хутан-Ундур — (монг. Хутаг-Өндөр) сомон аймаку Булган, Монголія. Територія 5,1 тис. км², населення 5,2 тис. Центр — селище Хутаг знаходиться на відстані 150 км від Булгану та 470 від Улан-Батора. Є школа, лікарня, сфера обслуговування, майстерні.

## Рельєф
Хребти Намнан (2018 м), Берх (1841 м) Зуун Борхут (1758 м), Хантай (2171), Бурен (1954 м), між гір — долини річок Селенга, Уньт, Харгана, Алтаад, Тулбур, Ег, Баянгол, Айрхани. Озера Айлган, Цагаан.

## Клімат
Різкоконтинентальний клімат. Середня температура січня -22-24 градусів, липня +16 градусів. Протягом року в середньому випадає 300—450 мм опадів.

## Корисні копалини
Мідна руда, хімічна та будівельна сировина.

## Природа
Водяться лосі, олені, вовки, лисиці, манули, ведмеді, соболі, козулі, зайці, тарбагани. Багато лікувальних трав та ягід. Заповідні місця Уран бурхеер, Тогоо, Жалавч.